# Normaal
Normaal (с нидерл. — «Нормально») — голландская рок-группа из провинции Ахтерхук. Особенность группы состоит в том, что все песни исполняются на нижнесаксонском ахтерхукском диалекте. Музыканты приобрели большую известность и имели больше хит-парадов, чем какой-либо другой нидерландский коллектив. Позже, стиль группы был назван «деревенский рок». Также музыку Normaal часто характеризуют как «тяжелый кантри-рок». Тексты песен Normaal обычно веселые, нередко в них может просматриваться социально-политическая сатира. Группа также известна деревенской, аграрной и байкерской тематикой. Влияние этого коллектива признают многие голландские исполнители, такие как Heidevolk.

## История коллектива
Группу основали вокалист Бенни Йолинк и барабанщик Ян Мансхот в 1973 году. На первых порах основной чертой группы было употребление алкоголя и любовь к дискотекам.
Первым хитом коллектива стала песня «Oerend Hard», в которой говорилось о двух мотоциклистах, которые погибли в аварии. По иронии судьбы, члены Normaal нередко попадали в ДТП.
В 1980 году Normaal записали песню «Høken is Normaal». Она также приобрела широкую известность в стране, хотя и не достигла вершин нидерландских чартов. С тех пор, слово høken стало своего рода «визитной карточкой» группы. Оно встречалось в названиях и текстах песен в последующей дискографии Normaal.
В 1982 году песня «Deurdonderen» из одноимённого альбома попала в нидерландский чарт Топ-40 и стала хитом в Голландии.
В 1990 году Normaal записали шуточную песню «Vulgaris-magistralis», которая обрела широкую популярность. Голландская фолк-группа Heidevolk записала собственный кавер на эту песню в 2005 году. Версия Heidevolk также пользовалась и пользуется большой популярностью.
Normaal является одной из первых голландских групп, которая официально выразила протест против глобального изменения климата. В 2009 году на 44 концертах группа использовала органическое тепловое питание заготовленное в Индии.
В 2007 году 11 000 долларов с концертов Normaal было пожертвовано в фонд больницы Вудстоке (штат Онтарио).
Один концерт был проведен в Вудстоке, а другой в соседнем городе.
В конце 2015 года группа отыграла свой прощальный концерт, после чего перестала существовать. Бенни Йолинк заявил, что он будет заниматься сольной деятельностью.

## Участники

### Последний состав
- Бенни Йолинк (1973—2015) — вокал, гитара, перкуссия.
- Ян де Литс (с 2003—2015) — саксофон.
- Ферди Йоли (1973—1980, 2004, 2007, 2010—2015) — гитара, бэк-вокал, гармоника.
- Виллем Терхорст (1975—2015) — бас-гитара, бэк-вокал.
- Ян Вильм Толкамп (2006—2015) — гитара.
- Тимо Кельдер (2003—2015) — ударные, бэк-вокал.
- Рул Спаньерс (2003—2015) — клавишные.

### Прочие участники
- Ян Мансхот (1973—2013) — ударная установка.
- Роберт Коленбрандр (1992—1993) — гитара, аккордеон.
- Аренд Боуменстр (2003) — саксофон.
- Йост Хаген (2007—2009) — тромбон.
- Алан Гаскойн (1980—2003) — гитара, бэк-вокал.
- Пауль Кемпер (1983—1999) — гитара, бэк-вокал.
- Фокке де Йонг (1989—2013) — ударные, бэк-вокал.
- Нико Грон (1985) — ударные.
- Ян Колкман (1975—2013) — гитара, аккордеон, саксофон.
- Тесса Бомкам (2003—2005) — вокал, гитара, барабаны, бубены.

## Дискография

### Студийные альбомы
- Oerend hard (1977)
- Ojadasawa (1978)
- D’n Achterhoek tsjoek (1979)
- Høken is normaal (1980)
- Deurdonderen (1982)
- De boer is troef (1983)
- De klok op rock (1984)
- Steen stoal en sentiment (1985)
- Zo kommen wi-j de winter deur (1985)
- Kiek uut (1986)
- Noar 't café (1987)
- Da’s normaal (1988)
- Rechttoe rechtan (1989)
- H.A.L.V.U. (1991)
- Buugen of barsten (1992)
- Gas d’r bi-j (1994)
- Top of the bult (1996)
- Krachttoer (1997)
- Høken, kreng (1998)
- Effe zitten (2000)
- Van tied tut tied (2000)
- Ik kom altied weer terug (2001)
- Høk & swing (2003)
- Fonkel (2004)
- Hier is Normaal (2006)
- Ni-je NRS (2008)
- De Blues eLPee (2009)
- Halve Soul, Helemoal Høken (2012)

### Концертные альбомы
- Springleavend (1981)
- Normalis jubilaris (1990)
- Bi-j Normaal thuus (1993)
- Kriebel in de konte (1998)
- Vernemstig te passe (2003)

### Сборники
- Stark wark 1980—1983 (1983)
- 12½ jaar (1988)
- Het beste van Normaal (1992)
- Hits van Normaal (1994)
- Deur de joaren hen (1997)
- Onwijs høken 20 jaar hits (1997)
- 100 x Normaal (2007)